# آرثر ستانلي تريتون
آرثر ستانلي ترتون (1298 - 1394 هـ / 1881 - 1973 م) هو مؤرخ ومستشرق لاهوتي إنكليزي. نشرت أعماله باسم A.S.Tritton.
درّس في جامعة عليكرة الإسلامية بالهند. وفي سنة 1931 م، عين مدرساً للغة العربية في مدرسة الدراسات الشرقية في لندن؛ وفي 1938 م خَلَفَ جب أستاذاً للغة العربية في تلك المدرسة. تقاعد سنة 1946 م.

## آثاره
- «نشأة الأئمة في صنعاء»، 1935، The Rise of the Imams of Sanaa ويقوم على أساس رسالة للدكتوراه.
- «الخلفاء ورعاياهم غير المسلمين»، 1930 The Caliphs and their non – Muslim Subjects.
- «علم نفسك العربية» 1947 Teach Arabic Yourself.
- «علم العقائد الإسلامية»، 1947 Muslim Theology.
- «الإسلام: عقائد وممارسات» 1951، Islam: Belief and Practices.
- «مواد تتعلق بالتربية الإسلامية في العصور الوسطى»، 1957. Materials on Muslim Education in the Middle Ages